# Релігія в ОАЕ
Федеральна конституція проголошує, що іслам є офіційною релігією в Об'єднаних Арабських Еміратах. Також присутні інші релігії - християнство, індуїзм, юдаїзм.

## Іслам
Більшість мусульман Об'єднаних Арабських Еміратів - суніти, меншість - шиїти. 
Федеральне генеральне управління ісламських справ та фондів контролює адміністрування сунітських мечетей, за винятком Дубаю, де ним керує Департамент ісламських справ та благодійної діяльності.
Уряд фінансує та підтримує сунітські мечеті, за винятком приватних. 

## Християнство
Більшість християн ОАЕ - це вихідці з Європи, США, Азії.

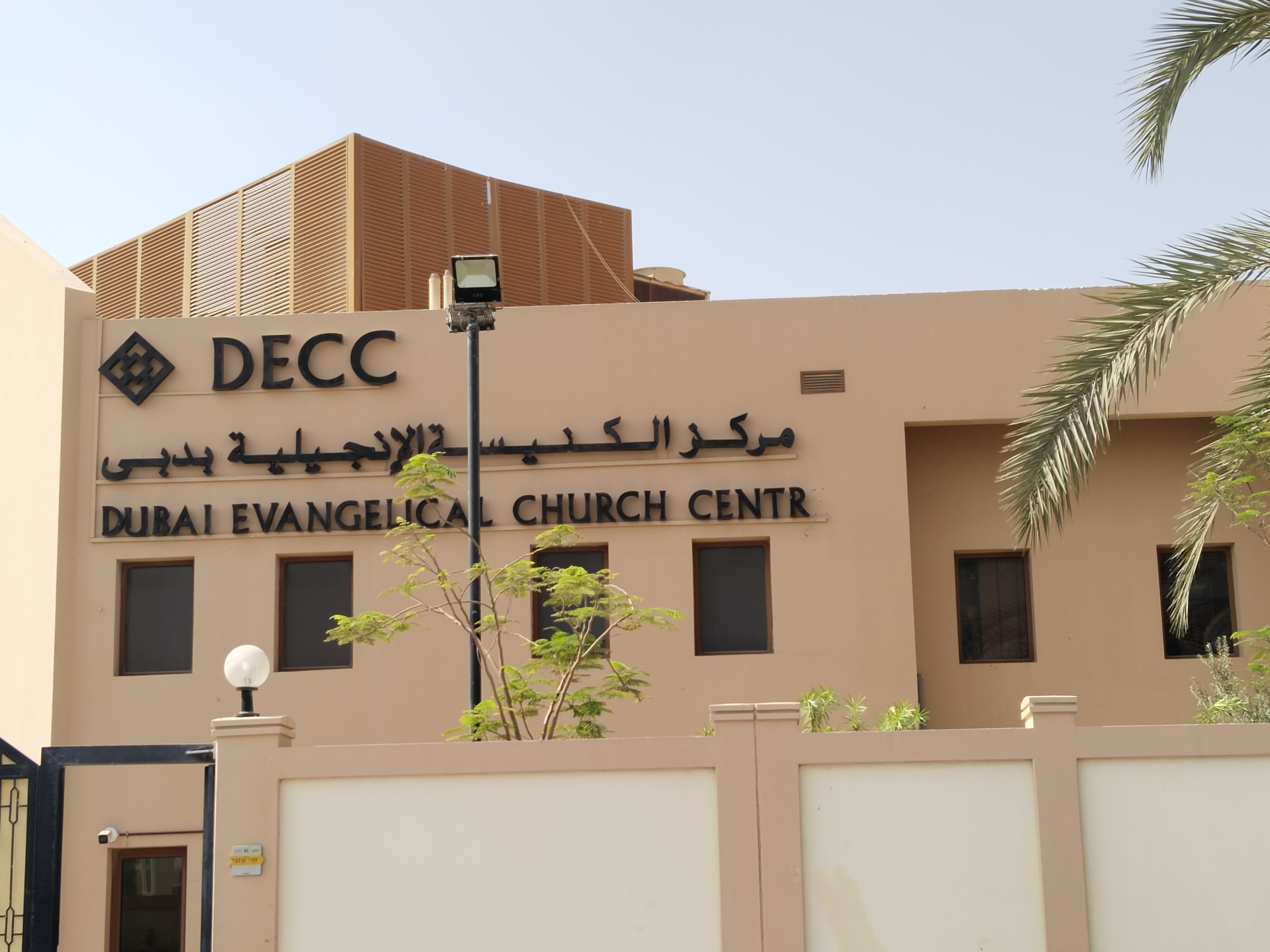
Об'єднана християнська церква Дубая

Католицизм та протестантизм становить значну частку християнської громади.   
Серед протестантів - Об'єднана християнська церква Дубая, євангельські християни, п'ятидесятники.  

## Церква Ісуса Христа Святих останніх днів
Планується будівництво храму Церкви Ісуса Христа Святих останніх днів. 

## Індуїзм
Індуїзм сповідують вихідці з Індії. В місті Абу-Дабі будується індуїстський храм Шрі Свамінараян Мандір Абу-Дабі.
Більшість індуїстів ОАЕ - це пенджабці з Індії та таміли. 

## Юдаїзм
Також існує невелика єврейська громада. Станом на 2019 рік в Об'єднаних Арабських Еміратах проживало до 3000 євреїв.